# Alejandro Urgelles Guibot
Alejandro Urgelles Guibot, né le 2 juillet 1951 et mort le 16 octobre 1984, est un ancien joueur cubain de basket-ball. 

## Palmarès
- 1972 : Munich,  Allemagne
- Médaille de bronze des jeux olympiques